# Académie des beaux-arts de Carrare
L’Académie des beaux-arts de Carrare (Accademia di Belle Arti di Carrara en italien) est une  école d'art italienne située à Carrare, en Toscane. Elle se trouve dans l'ancien Palais Cybo-Malaspina.

## Historique
Elle a été fondée le 26 septembre 1769 par Marie-Thérèse Cybo-Malaspina, duchesse de Massa et princesse de Carrare. Les origines de l'académie remontent à 1757, lorsque, sur les conseils du sculpteur Giovanni Domenico Olivieri, elle a fondé l’Accademia di San Ceccardo qui enseignait la sculpture, l'architecture et la peinture.
Comme d'autres académies en Italie, elle devient autonome à la suite de la loi no 508 du 21 décembre 1999, et dépend du ministère italien de l'éducation et de la recherche.

## Académie des beaux-arts
A l'intérieur se trouvent : 
- dans la salle des colonnes, la Bibliothèque de l'Institut, qui conserve deux éditions originales de « l'Encyclopédie » ; *dans la salle des nobles se trouve la bibliothèque nationale de marbre la plus complète qui existe ;
- dans les appartements privés du prince, les archives antiquaires locales, la collection bibliographique de la Lunigiana des comtes Del Medico, les archives Zaccagna et la bibliothèque du Emeroteca apuana ;

Les vestiges des anciennes collections artistiques du palais (une galerie d'art, une collection de sculptures avec des œuvres des maîtres de l'Académie tels que Pietro Tenerani et Arturo Dazzi, et une galerie de moulages en plâtre, avec des moulages en plâtre de Bertel Thorvaldsen, Antonio Canova, Tenerani , Dazzi , Finelli, Fontana et copies des plâtres du Vatican conservés au Louvre).
Sous la loggia médiévale, se trouvent des œuvres romaines (surtout le célèbre édicule votif des Fantiscrivens), médiévales et Renaissance.

## Galerie

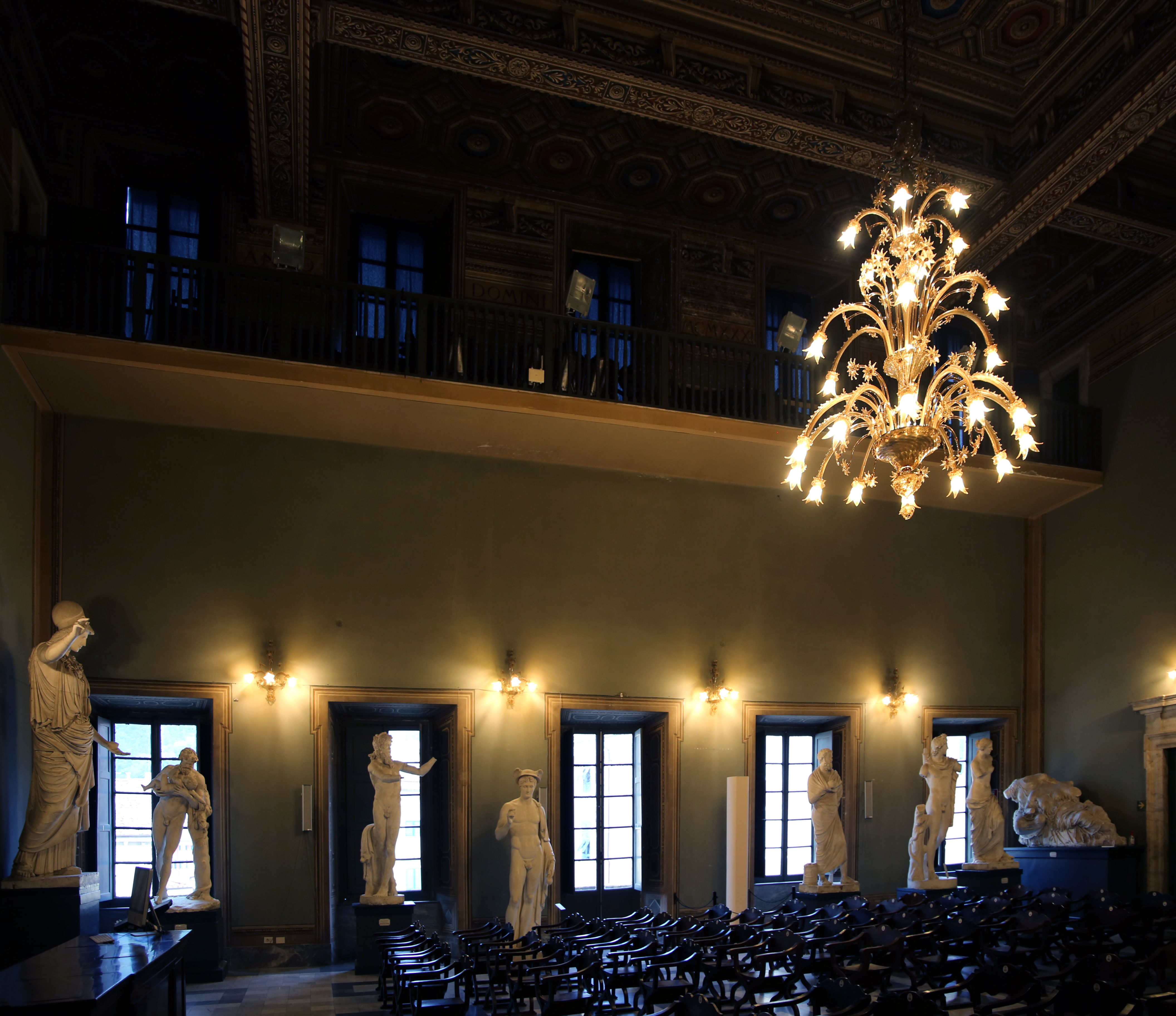
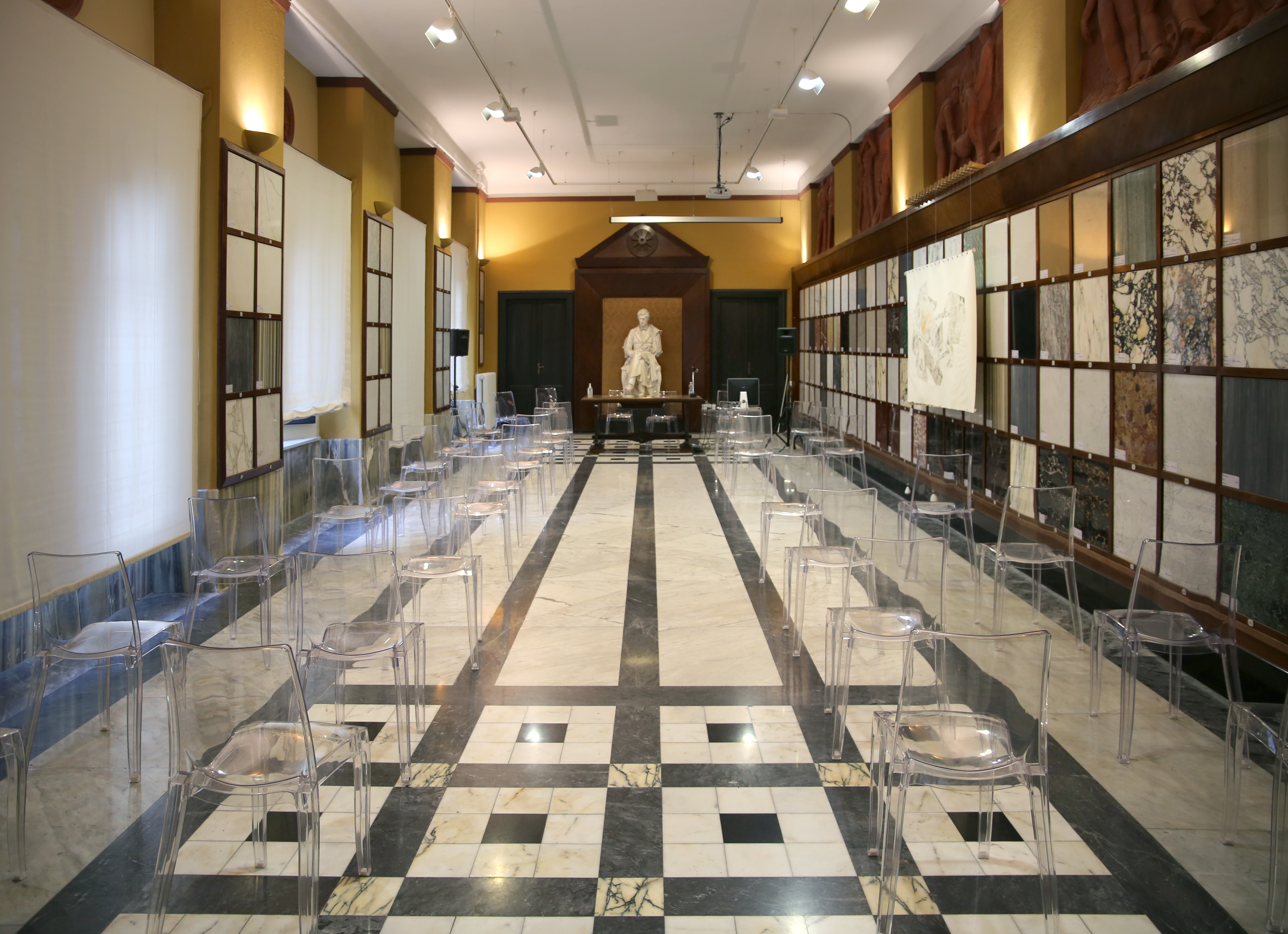
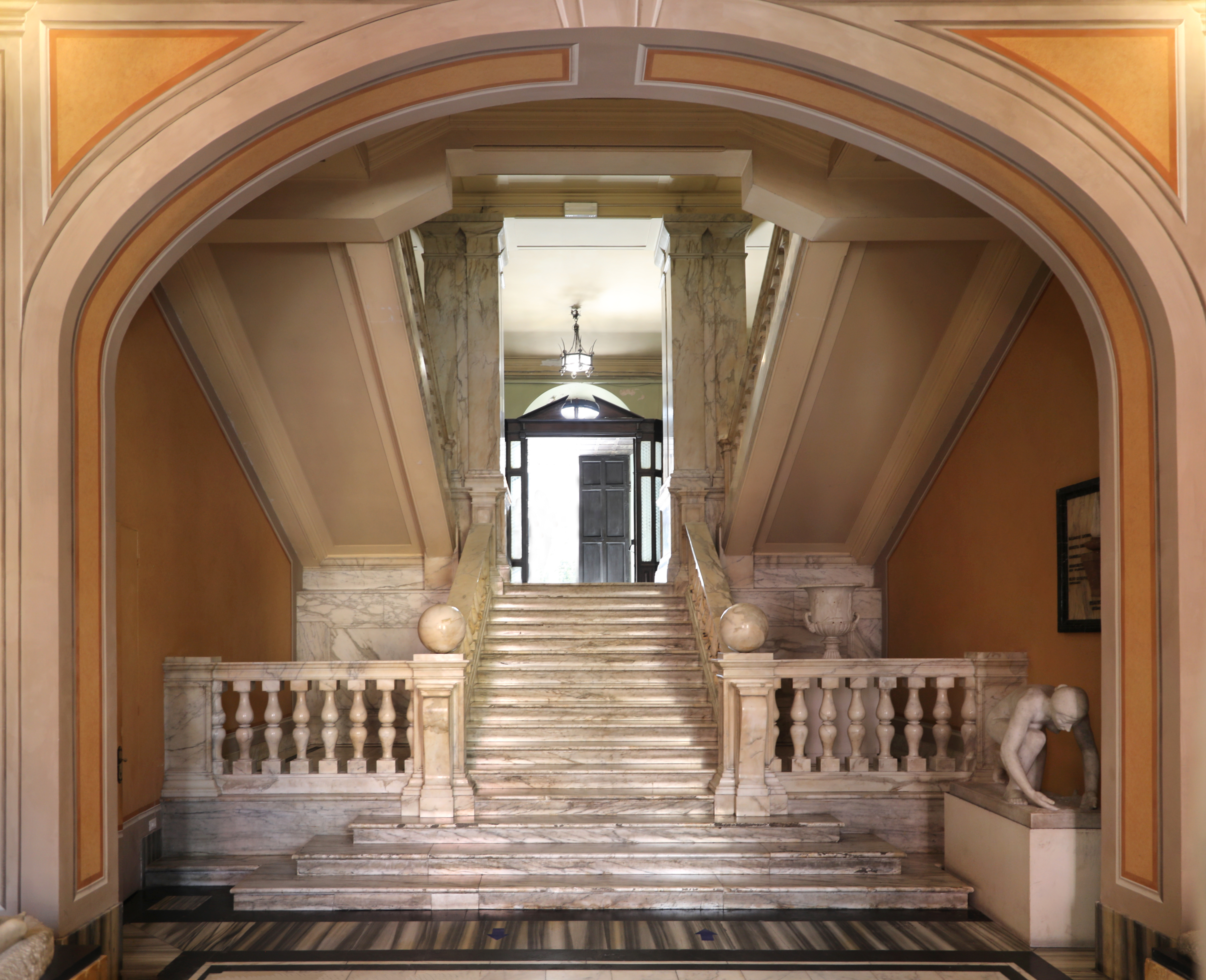
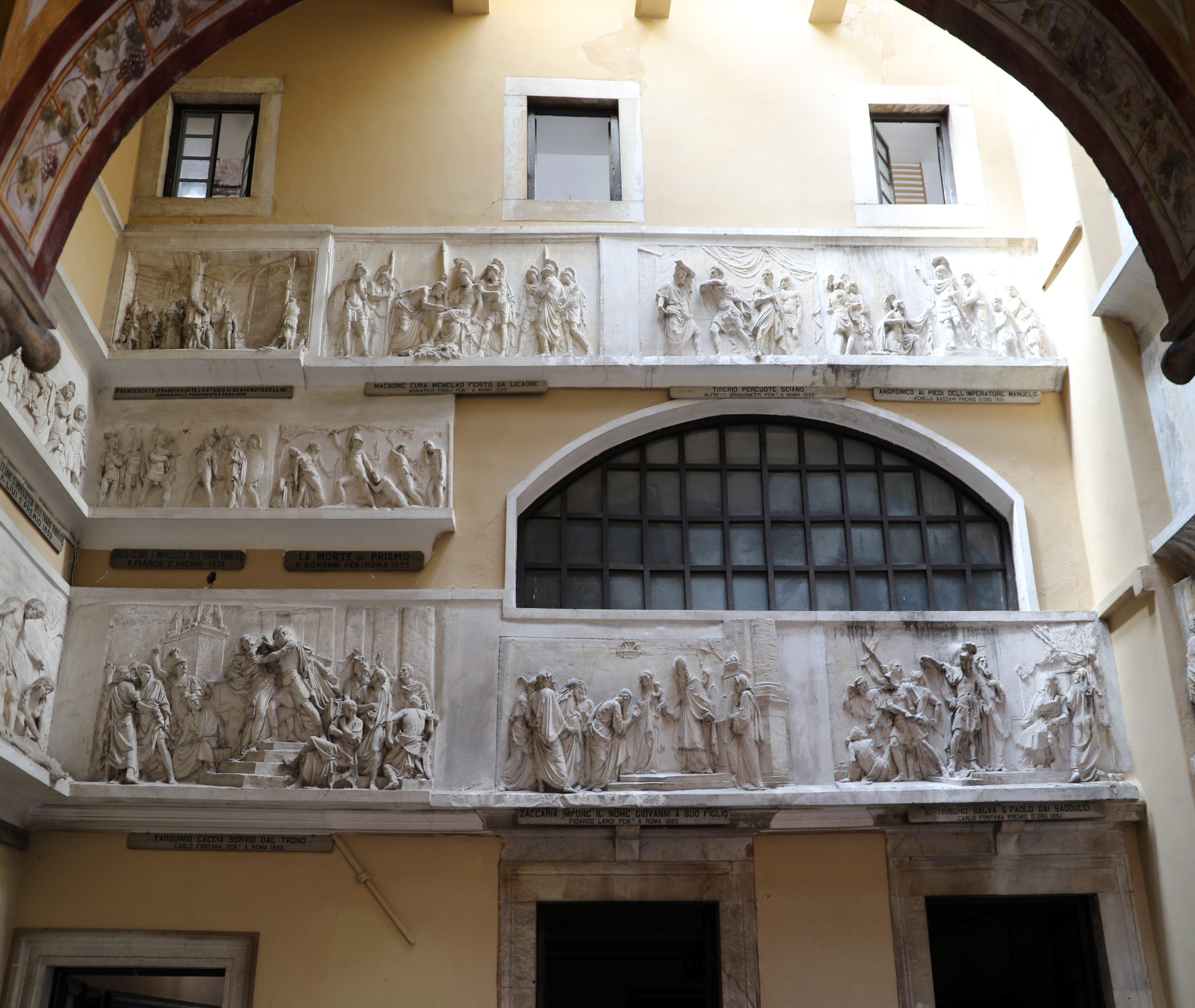